# Синьо-чорні
Си́ньо-чо́рні (фін. Sinimustat) — фінська права воєнізована організація 1930–1936.

## Історія
Назва походить від кольору уніформи її членів. Виникла як афілійована структура Руху Лапуа.
З 1933 — молодіжне крило партії Патріотичний народний рух. Стояла на позиціях націоналізму, феноманії і антикомунізму. Заборонена через участь в естонському заколоті вапсів.

## Від Руху Лапуа до «IKL»
Організація була створена взимку 1930/1931 за ініціативою групи студентів — активістів правого Руху Лапуа на чолі з майбутнім філософом Аулісом Ойайярві. Повністю розділяла лапуаську ідеологію націоналізму і антикомунізму. Брала участь в акціях прямої дії.
У березні 1932 Рух Лапуа було заборонено за антиурядовий заколот.
Незабаром на його базі було створено партію «Патріотичний народний рух» («IKL»).
У січні 1933 «Sinimustat» конституювався як молодіжна організація «IKL».
Штаб-квартира перемістилася з Лапуа в Гельсінкі. На чолі «синьо-чорних» став лютеранський пастор Еліас Сімойокі — харизматичний проповідник Великої Фінляндії, один із засновників Карельсько Академічної Спілки, учасник громадянської війни у Фінляндії і Олонецької експедиції.

## Ідеологічні засади
Ідеологія «синьо-чорних» формувалася під впливом Карельської Академічної Спілки. Важливе місце в ній займали ідеї Великої Фінляндії, націоналізм, феноманія, лютеранські громадські принципи. Іншим джерелом була лапуаська традиція: антикомунізм, орієнтація на методи прямої дії.
Членство в «Sinimustat» допускалося з 10-річного віку. З 17 років юнаки та дівчата вступали в «IKL» і проходили військову підготовку в Охоронному корпусі. В обов'язковому порядку вивчалися вірші Аарніо Карімо, твори Суло-Вейкко Пекколи, історичні дослідження Йоосе Олаві Ганнули, військові мемуари Пааво Талвели, біографії Беніто Муссоліні і Горста Весселя.
Уніформа членів «Sinimustat» складалася з чорної сорочки і синьої краватки. Гімном руху була пісня Maamme (Наша країна). В якості привітання використовувався римський салют.
Ядро організації складали 5,5 тисячі юнаків і дівчат, які принесли присягу «Sinimustat» . Точний облік не вівся, але в «синьо-чорних» молодіжних заходах брали участь десятки тисяч.

## Організація і активність
«Синьо-чорні» організували кілька таборів бойової і політичної підготовки. Там проводилося військове навчання активістів, читалися політичні лекції, влаштовувалися патріотичні концерти.
Це викликало занепокоєння влади, яка побоювалися повторення лапуаських акцій. Тенденції такого роду виявлялися — в 1935 зазначалося кілька нападів на збори соціалістів, спроба зірвати День шведської культури — але широкого масштабу не придбали. В основному «синьо-чорні» діяли в рамках законності. Діяльність зводилася до пропаганди, публічних зборів (часто в закладах ресторанної мережі «Musta Karhu») і демонстрацій, видання друкованого органу.

## Заколот в Естонії і заборона у Фінляндії
«Синьо-чорні» намагалися активно підтримувати естонських націоналістів-вапсів. Еліас Сімойокі допоміг отримати посвідчення на проживання в Фінляндії лідеру вапсів Артуру Сірку.
У грудні 1935 «Sinimustat» взяли участь в заколоті вапсів проти уряду Костянтина Пятса. Однак заколот був придушений. Це призвело до заборони «Sinimustat» у Фінляндії, введеної 23 січня 1936. Сімойокі отримав попередження від влади.
Після розпуску «Sinimustat» керівництво «IKL» спробувало відтворити партійну молодіжну організацію на чолі з Сімойокі на основі Карельської Академічної Спілки і «синьо-чорного» активу.

## Політичний ремейк
У 1993 капітан далекого плавання Матті Ярвігар'ю зробив спробу відтворити Патріотичний народний рух з молодіжною організацією під колишньою назвою «Sinimustat».
Число прихильників організації за різними оцінками визначається від 500 до 5000 чоловік, які час від часу проводять антиросійські демонстрації і нападають на іммігрантів, насамперед чорношкірих. Їхні гасла — вихід з ЄС, недопущення в країну «небажаних іноземців», патріотична торгівля (експорт повинен перевищувати імпорт), патріотична освіта, засноване на християнських цінностях. На парламентських виборах 2007 «синьо-чорні» отримали 821 голос (0,03 %) і були видалені з реєстру.